# Windischleuba
Windischleuba là một đô thị ở huyện Altenburger Land, ở bang Thüringen, Đức. Đô thị này có diện tích 20,72 km², dân số thời điểm ngày 31 tháng 12 năm 2006 là 2207 người.